# Oratorio dei Santi Giovanni Battista, Giovanni Evangelista e Petronilla
L'oratorio dei Santi Giovanni Battista, Evangelista e Petronilla si trova nel centro ottocentesco della città di Savona.

## Storia e descrizione
In origine l'edificio, come tutti gli oratori della città, sorgeva sulla collina del Priamar. Dopo la conquista genovese e la demolizione di tutta l'area operata nel corso del XVI secolo per fare spazio alla fortezza, l'oratorio fu ricostruito vicino alla nuova cattedrale di Savona. Distrutto da un incendio nel 1650 e ricostruito nel XVIII secolo, fu definitivamente espropriato e demolito nel XIX secolo. Venne infine riedificato nelle forme e nel luogo attuali, tra il 1888 e il 1890 su progetto dei savonesi Giuseppe Cortese e Nicolò Campora. La struttura è a navata unica. Nell'abside spicca la pala di Paolo Gerolamo Brusco raffigurante san Giovanni Battista e il Cristo al limbo. Lungo le pareti si possono ammirare 10 delle 12 tele ovali originarie sulla vita del Battista, dipinte da Giovanni Agostino Ratti nel 1745. Di Antonio Brilla sono invece le statue sulla facciata esterna e un crocefisso ligneo. L'oratorio ospita ben 4 "casse" della Processione del Venerdì santo di Savona: La Promessa del Redentore di Filippo Martinengo del 1777, Gesù legato alla colonna di ignoto autore del 1720 circa, l'Orazione nell'orto (1728) e Cristo spirante (1727-1738), entrambe opera di Anton Maria Maragliano e della sua scuola.